# La gang del parigino - Pierrot le Fou
La gang del parigino - Pierrot le Fou (Le Gang) è un film del 1977 diretto da Jacques Deray.
È ispirato alla storia del criminale francese Pierre Loutrel, detto "Pierrot le Fou" (Pierrot il pazzo) e della sua cosiddetta "banda della Traction Avant", dal tipo d'automobile su cui organizzavano le rapine.

## Produzione
Gli interni sono stati realizzati negli stabilimenti di Boulogne, poco fuori Parigi, e nei teatri di posa Rizzoli - Palatino, a Roma.
I dialoghi dell'edizione italiana sono curati da Filippo Ottoni; il doppiaggio è ad opera della S.A.S.

## Colonna sonora
- Amor Tropical, di Claude Bolling
- Liberation Swing, di Claude Bolling
- Me blottir dans tes bras, di Roger Lucchesi

## Critica
(Sandro Casazza)